# Carl Setterberg
Carl Theodor Setterberg, född 30 april 1853 i Järpås socken, död 7 april 1941 i Stockholm, var en svensk apotekare, handelskemist och företagare.
Carl Setterberg var son till disponenten Carl Setterberg. Efter läroverksstudier i Vänersborg blev han apotekselev 1867 och avlade farmacie studiosiexamen 1871 samt apotekarexamen 1876. Han tjänstgjorde 1876–1878 vid apoteket Lejonet i Göteborg och apoteket Nordstjärnan i Stockholm samt grundade 1878 Nordstjernans mineralvattenfabrik. 1879–1881 studerade han vid universiteten i Bonn, Heidelberg och Jena, och blev 1881 filosofie doktor i Jena. Därutöver var han 1879–1880 kemist vid Marquarts kemiska fabrik i Bonn. Med statsanslag studerade han 1888 vid mekanisk-tekniska försöksanstalten i Berlin-Charlottenburg. Efter att 1881–1882 ha arbetat som assistent vid Farmaceutiska institutet och som kemisk medhjälpare åt Adolf Erik Nordenskiöld vid Riksmuseets mineralogiska avdelning var Setterberg i Stockholm 1883–1928 innehavare av Kemiska kontrollbyrån för undersökning av råämnen, handelsvaror, näringsmedel samt bergs- och hyttprodukter. 1854–1914 tjänstgjorde han även som kontrollant i AB Stockholmssystemet. I slutet av 1880-talet anlade han glödlampsfabriken Svea, den första i Sverige och från 1887 till sin död innehade han den av honom grundade Stockholms gelatinfabrik, som framställde lim och gelatin enligt hans metod. Setterberg deltog dessutom i bildandet av AB Pumpseparator 1903 och av Archimedes AB 1907. I Archimedes var han 1907–1941 styrelseordförande. Bland Setterberg övriga uppdrag märks att han var Kunglig Majestäts utsedda ledamot av svenska avdelningen av internationella kommittén för petroleumundersökningar., sakkunnig ledamot av Stockholms rådhusrätt i vissa patentmål under omkring tjugo år samt prisdomare, gruppsekreterare och ordförande i industriutställningar i Stockholm, Norrköping, Gävle, Karlstad och Helsingborg. Tillsammans med Salomon August Andrée, Gustaf de Laval, Otto Fahnehjelm och Ernst August Wiman stiftade han 1886 Svenska Uppfinnareföreningen, vars hedersledamot han blev 1936. Setterberg publicerade en mängd kemiska och tekniska uppsatser i fackpressen. Bland annat märks hans undersökningar i Vetenskapsakademiens skriftserier rörande några sällsynta metaller: Ueber die Dastellung von Rubidium- und Cæsium-Verbindungen und über die Gewinnung der Metalle selbst (1881), för vilka han av Vetenskapsakademien erhöll Wallmarkska belöningen, Om några cesium- och rubidiumföreningar (1882) samt Vanadinmetallen, dess framställning och fysikaliska egenskaper (1883). Setterberg tog ut flera patent inom sprängämnes- och kemisk-tekniska industrin.